# Demetrij I. Makedonski
Demetrij I. (starogrško Δημήτριος, Dimítrios), imenovan Poliorket (grško Πολιορκητής, Poliorkitís, Oblegovalec), je bil makedonski plemič in vojskovodja, ki je od leta 294 pr. n. št. do 288 pr. n. št. vladal kot makedonski kralj, * 337 pr. n. št., † 283 pr. n. št., Apamea.
Bil je iz dinastije Antigonidov, sin ustanovitelja dinastije Antigona I. Monoftalma in njegove žene Stratonice, pa tudi prvi član dinastije, ki je vladal Makedoniji v helenistični Grčiji.
Leta 307 pr. n. št. je Demetrij uspešno odstavil Kasandrovega guvernerja Aten in po porazu Ptolemeja I. v bitki pri Salamini leta 306 pr. n. št. svojemu očetu podelil naslov basileus (kralj) ozemlja od Egejskega morja do Bližnjega vzhoda. Po neuspešnem obleganju Rodosa leta 305 pr. n. št. si je pridobil naziv Poliorket (Oblegovalec). Medtem ko sta Antigon I. in Demetrij načrtovala oživitev Helenske zveze s samima seboj kot dvojnim hegemonom, ju je v bitki pri Ipsu leta 301 pr. n. št. premagala koalicijo diadohov Kasandra, Selevka I., Ptolemeja I. in Lizimaha.  Antigon I. je bil v bitki  ubit in azijsko ozemlje njegovega imperija je bilo izgubljeno. Leta 294 pr. n. št. je Demetriju uspelo prevzeti nadzor nad Atenami in se uveljaviti kot makedonski kralj. Vladal je do leta 288 pr. n. št., ko sta ga izgnala Pir Epirski  in Lizimah. Kasneje se je v Kilikiji predal Selevku I. in leta 283 tam umrl. Po dolgem obdobju nestabilnosti je Demetrijevemu sinu Antigonu II. Gonatu uspelo utrditi dinastijo in vzpostaviti svojo hegemonijo nad večjim delom helenistične Grčije.

## Življenje

### Zgodnja kariera
Demetrij je bil skupaj z očetom Antigonom I. Monoftalmom udeleženec druge vojne diadohov in v bitki pri Paretakeni poveljeval konjenici na desnem krilu. Levo krilo, ki mu je poveljeval Peiton, je bilo uničeno, sredina, ki ji je poveljeval Antigon, je utrpela težke izgube, Demetrij na desnem krilu pa je zmagal in preprečil popoln poraz.
Demetrij je bil prisoten tudi v zadnji bitki pri Gabieni. Neposredno po bitki, je bil eden redkih, ki je svojega očeta rotil, naj prizanese izdanemu grškemu prestolonasledniku Evmenu.
Pri enaindvajsetih letih mu je oče prepustil obrambo Sirije pred Lagovim sinom Ptolemajem. V bitki za Gazo je bil poražen, a je kmalu delno popravil izgubo z zmago v okolici Miusa. Spomladi leta 310 je bil težko poražen, ko je poskušal izgnati Selevka I. Nikatorja iz Babilona. Jeseni je bil pred Babilonom poražen tudi njegov oče. Antigon je zaradi neuspešne babilonske vojne  izgubil skoraj dve tretjini svojega cesarstva. Vse vzhodne satrapije so pripadle Selevku.
Po več pohodih proti Ptolemaju na obalah Kilikije in Cipra je Demetrij s floto 250 ladij odplul v Atene. Osvobodil je mesto izpod oblasti Kasandra in Ptolemaja, izgnal garnizijo, ki jo je  tam namestil Demetrij Faleronski, ter leta 307 pr. n. št. oblegal in zavzel Munihijo. Po teh zmagah so ga Atenci častili kot odrešenika in mu dali vzdevek Soter (grško Σωτήρ, Odrešenik). V tistem času se je poročil z atensko plemkinjo Evridiko, ki je veljala za Miltijadovo potomko. Evridika je bila vdova Ofela, Ptolemajevega guvernerja Kirenije. Antigon je Demetriju ukazal, naj odpluje na Ciper in tam napade Ptolemajeve položaje.
Demetrij je izplul iz Aten spomladi leta 306 pr. n. št. in v skladu z očetovim ukazom je najprej odplul  v Karijo, kjer je zaman poskušal prepričati Rodošane, naj podprejo njegovo pomorsko odpravo.  Kasneje leta 306 pr. n. št. je premagal Ptolemaja in njegovega brata Menelaja v pomorski bitki pri Salamini in popolnoma uničil pomorsko moč ptolemajskega Egipta. Še istega leta je osvojil Ciper in ujel enega od Ptolemajevih sinov. Po zmagi je Antigon privzel naziv kralj in ga podelil tudi svojemu sinu Demetriju. Leta 305 pr. n. št. si je Demetrij prizadeval kaznovati Rodošane, ker se mu niso pridružili. Obleganje Rodosa ni bilo uspešno in mu prineslo naziv Poliorket. Med njegovimi oblegovalnimi stvaritvami sta bila udarni oven, dolg 55 m, za upravljanje katerega je bilo potrebnih 1000 mož, in oblegovalni stolp na kolesih, imenovan Helepolis (Osvajalec mest), visok 38 m in širok 18 m. Tehtal je 160 ton. Po neuspešnem obleganju Rodosa so oblegovalci napravi pustili pred mestom. Bron iz teh naprav so  Rodošani uporabili za gradnjo Rodoškega kolosa.
Leta 304 pr. n. št. se je drugič vrnil v Grčijo kot osvoboditelj in obnovil Korintsko zvezo, zaradi njegove razuzdanosti in ekstravagance pa so Atenci hrepeneli po Kasandrovi vladi. Med drugim so bili ogorčeni zaradi njegovega dvorjenja mlademu fantu z imenom Demoklej Lepi. Mladenič je kar naprej zavračal njegovo pozornost, dokler se ni nekega dne v kopališču znašel v brezizhodnem položaju. Ker se fizično ni mogel upreti snubcu, je snel pokrov s kotla in skočil vanj. Na njegovo smrt so Atenci gledali kot na znamenje njegove in svoje časti. V drugem primeru se je Demetrij odpovedal globi 50 talentov, ki je bila naložena nekemu meščanu, v zameno za naklonjenost njegovega sina Kleaneta. Iskal je tudi pozornost  grške kurtizane Lamije. Od Atencev je zahteval 250 talentov, ki jih je nato dal Lamiji in drugim kurtizanam za nakup mila in kozmetike.
Demetrij je zbudil je ljubosumje Aleksandrovih diadohov. Selevk, Kasander in Lizimah so se združili, da bi uničili njega in njegovega očeta. Sovražni vojski sta se spopadli v bitki pri Ipsu v Frigiji leta 301 pr. n. št. Antigon je bil v bitki ubit, Demetrij pa se je po hudih izgubah umaknil v Efez. Preobrat usode je zbudil številne njegove sovražnike in  Atenci ga niso hoteli sprejeti v svoje mesto. Kmalu zatem je Demetrij  opustošil ozemlje Lizimaha in dosegel spravo s Selevkom, kateremu je dal v zakon svojo hčer Stratoniko. Atene je v tem času tlačila tiranija Laharesa, ljudskega voditelja, ki se je leta 296 pr. n. št. postavil za glavnega v Atenah. Demetrij je po dolgotrajni blokadi Aten  leta 294 pr. n. št. osvojil mesto in prebivalcem odpustil njihovo sovražno vedenje leta 301 pr. n. št. in to prikazal kot znamenje velikega usmiljenja.
Po kapitulaciji Aten je Demetrij sestavil novo vlado, ki je zagovarjala veliko dislokacijo tradicionalnih demokratičnih oblik, ki bi jih protimakedonski demokrati imenovali oligarhija. Odpravljena sta bila ciklična rotacija tajnikov Sveta, volitve arhontov pa je zamenjalo imenovanje. V letih 294/293 - 293/292 pr. n. št. je makedonski kralj za arhonta imenoval dva najvidnejša moža v Atenah, Olimpiordorja in Filipida. Za njuno imenovanje Plutarh namiguje, da je "postavil arhonta, ki sta bila najbolj sprejemljiva za demos".

### Kralj Makedonije
Leta 294 pr. n. št. se je z umorom Kasandrovega sina Aleksandra V. utrdil na prestolu Makedonije. Soočil se je z uporom Beotov in po zavzetju Teb leta 291 pr. n. št. zavaroval svoje kraljestvo. Tistega leta se je poročil z Lanaso, pred tem Pirovo ženo. Njegov položaj vladarja Makedonije nenehno ogrožal Pir, ki je izkoristil njegovo občasno odsotnost, da pustošil nezavarovane dele njegovega kraljestva (Plutarh, Pir, 7 sl.) Nazadnje so ga združene sile Pira, Ptolemaja in Lizimaha s pomočjo nezadovoljnih podložnikov prisilile, da je leta 288 pr. n. št. zapustil Makedonijo.
Potem ko je neuspešno oblegal Atene, je odšel v Azijo in z različnim uspehom napadel nekatere Lizimahove province. Lakota in kuga sta uničili večji del njegove vojske in zaprosil je za podporo in pomoč Selevka. Še preden je dosegel Sirijo, so izbruhnile sovražnosti. Demetrij je dosegel nekaj prednosti pred svojim zetom, potem pa so ga njegove čete zapustile in se je predal Selevku.
Njegov sin Antigon je ponudil vse svoje imetje in celo sebe samega, da bi pridobil očetovo osvoboditev, a zaman. Demetrij je po treh letih zapora leta 283 pr. n. št. umrl. Njegove posmrtne ostanke so predali Antigonu in ga počastili z veličastnim pogrebom v Korintu. Njegovi potomci so ostali na makedonskem prestolu do Perzeja, ko so Makedonijo leta 168 pr. n. št. osvojili Rimljani.

## Družina
Demetrij je bil poročen petkrat.  
- Njegova prva žena je bila Fila, hči regenta Antipatra, s katero je imel dva otroka: Stratoniko Sirsko in Antigona II. Gonata.
- Njegova druga žena je bila Evridika Atenska, s katero naj bi imel sina Koraba.[9]
- Njegova tretja žena je bila Deidamija, sestra Pira Epirskega. Deidamija mu je rodila sina Aleksandra, za katerega Plutarh pravi, da je svoje življenje preživel v Egiptu, verjetno v častnem ujetništvu.[10]
- Njegova četrta žena je bila Lanasa, nekdanja žena njegovega svaka Pira iz Epira.
- Njegova peta žena je bila Ptolemaida, hči Ptolemaja I. Soterja in Evridike iz Egipta, s katero je imel sina Demetrija Lepega.

Imel je tudi razmerje s slavno kurtizano Lamijo Atensko, s katero je imel hčerko Filo.

### Antični viri
- Plutarh, Life of Demetrius
- Diodor Sicilski, Library of History, books 19–21
- Polien, Stratagems, 4.7
- Justin, Epitome of Trogus Arhivirano 2021-03-02 na Wayback Machine., books 15–16
- Athenaeus, Deipnosophists, 6.252–255

### Sodobni viri
- Pat Wheatley, Charlotte Dunn : Demetrius the Besieger. Oxford University Press, Oxford 2020, ISBN 978-0-19-883604-9.
- R. M. Errington, A History of the Hellenistic World, pp. 33–58. Blackwell Publishing (2008). ISBN 978-0-631-23388-6.
- Demetrius I at Livius.org Arhivirano 2015-07-09 na Wayback Machine.
- Billows, Richard A. (1990). Antigonos the One-Eyed and the Creation of the Hellenistic State. Berkeley and Los Angeles, California: University of California Press. ISBN 0-520-20880-3.s]

| Demetrij I. Makedonski AntigonidiRojen: 337 pr. n. št. Umrl: 283 pr. n. št. |                                                  |                              |
| Vladarski nazivi                                                            |                                                  |                              |
| Predhodnik: Antigon I. Monoftalm                                            | Kralj Makedonije 306 pr. n. št. – 283 pr. n. št. | Naslednik: Antigon II. Gonat |
| Predhodnik: Aleksander V.                                                   | Kralj Makedonije 294 pr. n. št. – 783 pr. n. št. | Naslednik: Pir Epirski       |